# Herb Spišskiego Štvrtoku

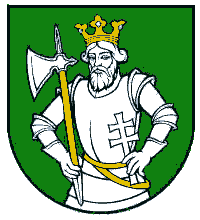

Herb wioski Spišský Štvrtok obowiązuje od 1998, jego autorem jest historyk Ivan Chalupecký. Przedstawia on postać św. króla Władysława w białej (srebrnej) zbroi na zielonym tle. W prawej ręce trzyma on halabardę, a w lewej dwuramienny krzyż lotaryński, będący symbolem Słowacji. Korona, pas i element halabardy jest w kolorze żółtym (złotym).
Herb nawiązuje do postaci św. Władysława, który jest patronem miejscowego kościoła i nieoficjalnym patronem wsi. Symbolem miejscowości jest on już od XV wieku, kiedy używano pieczęci z postacią świętego z siekierą (lub halabardą), otoczonego gotyckim napisem + S. CIVIUM DE QUINTO FORRO (Pieczęć mieszczan z Czwartku). W XVI wieku pojawiła się zmodyfikowana pieczęć, z takim samym wizerunkiem, ale innym napisem - S. OPPIDI QVINTOFORI (Pieczęć miasteczka Czwartku). Obowiązywała ona do XIX wieku.
W XVIII wieku także miejscowa parafia zaczęła używać własnej pieczęci, więc rajcy miejscy stworzyli nową, małą pieczęć na której również znalazła się postać węgierskiego króla (zamiast siekiery trzymał berło) i napis SIGIL. OPPIDI QUINTOFORI 1851 (Pieczęć miasteczka Czwartku 1851). Po 1906 miejscowość używała już tylko pieczęci napisowych.
Flaga wsi posiada te same barwy - górną połowę zajmuje pas w kolorze białym (srebrnym), 1/4 pas w kolorze żółtym (złotym), 1/4 pas w kolorze zielonym.